# Steidl auf der Töll

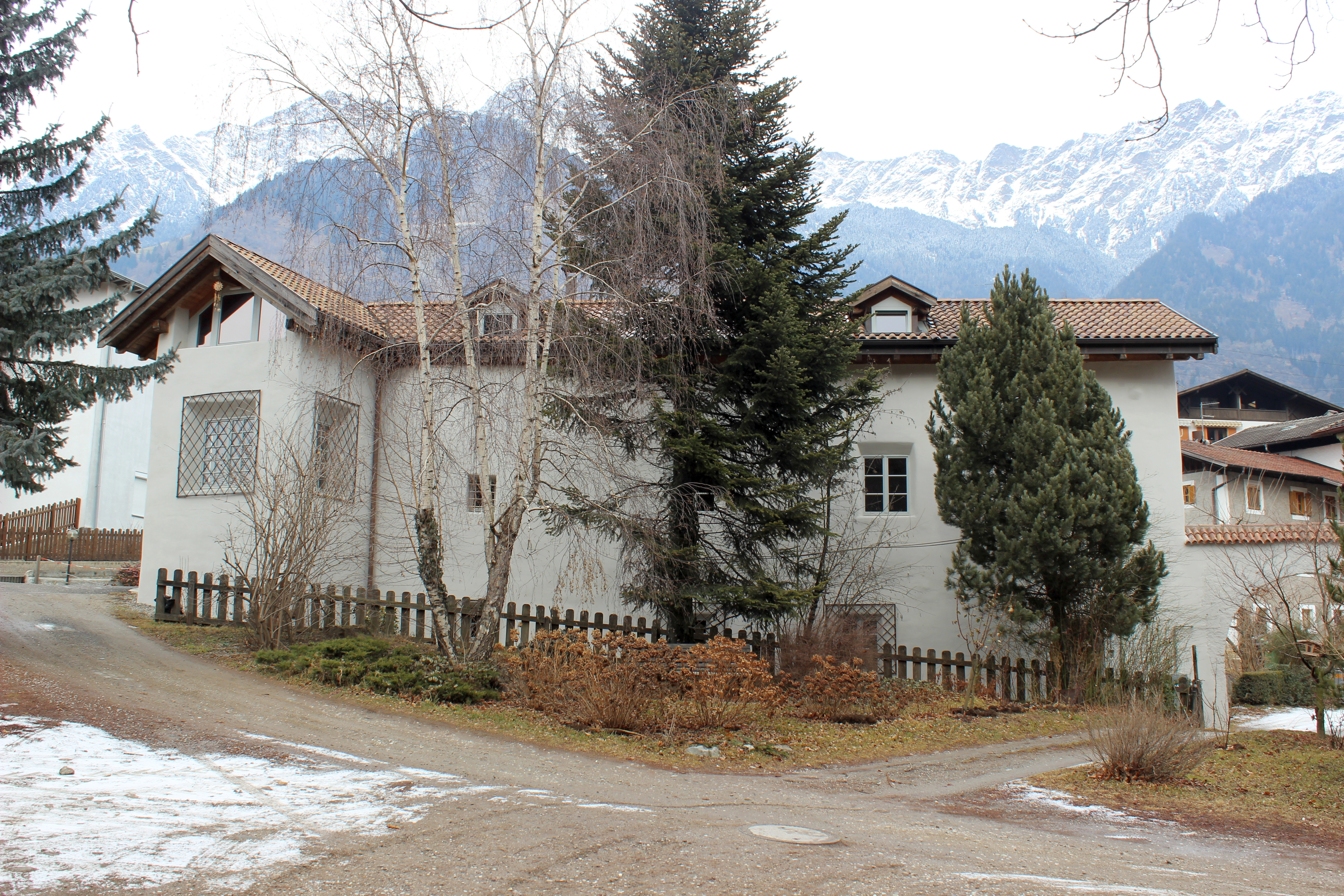
Steidl auf der Töll

Steidl auf der Töll  ist ein denkmalgeschütztes Gebäude in Partschins in Südtirol.
Hier befand sich der Ansitz der Edlen von Thöll. Die letzte Erbin, Anna von der Thöll, blieb ohne männliche Nachfolger und der Besitz fiel 1470 an den Lehnsherren  Herzog Siegmund. Dieser errichtete hier 1470 den Zoll, der vorher im Zollwirtshaus in Oberplars bestand. Die Zollstation bestand bis zur Einführung der allgemeinen Verzehrungssteuer 1829.
Im Jahr 1831 erwarb Franz Ritter von Goldegg das Gebäude.
Später kam dieses in Besitz der Familie Steidl, Alois Steidl und dessen Sohn Josef waren k.k. Wegmacher.